# Montaigu (Vendée)
Montaigu is een plaats en voormalige gemeente in Frankrijk in het departement Vendée in de regio Pays de la Loire. Montaigu telde op 1 januari 2018 5.160 inwoners.
Montaigu maakt deel uit van het arrondissement La Roche-sur-Yon en is sinds het op  1 januari 2019 fuseerde met Boufféré, La Guyonnière, Saint-Georges-de-Montaigu en Saint-Hilaire-de-Loulay de hoofdplaats van de commune nouvelle Montaigu-Vendée.

## Geschiedenis
De plaats ontstond halfweg de negende eeuw toen de bewoners van het nabijgelegen Saint-Georges, verdreven door de invallen van de Vikingen, zich vestigden op een goed verdedigbare rots, de huidige wijk Saint-Jacques. Daar werd een kasteel gebouwd, eerst in hout en in de loop van de twaalfde eeuw in steen. Rond deze burcht ontstond een stad, die groeide tot de rivier de Maine en vervolgens langsheen de Asson. Een eerste collegiale kerk werd gebouwd binnen de muren van het kasteel. Deze kerk werd vernield door de hugenoten. Een nieuwe collegiale kerk werd aan het begin van de zeventiende eeuw gebouwd buiten de kasteelmuren.
In 1473 verwierf koning Lodewijk XI de stad van Louis de Belleville, heer van Montaigu. Hij liet de stad versterken als speerpunt tegen Bretagne en in het bijzonder de stad Clisson. Tussen 1476 en 1480 werd La Digue gebouwd, een 65 meter lange en 11 meter brede verdedigingswal aan de samenloop van de Asson en de Maine. In uitvoering van het Verdrag van Fleix (1580) werden deze versterkingen (deels) ontmanteld.
Onder burgemeester Armand Trastour werd de stad in de loop van de negentiende eeuw gemoderniseerd, met de aanleg van boulevards, een nieuw stadhuis, een feestzaal, scholen en het spoorwegstation.

## Geografie
De oppervlakte van Montaigu bedraagt 3,0 km², de bevolkingsdichtheid is 1569,3 inwoners per km².
De onderstaande kaart toont de ligging van Montaigu (Vendée) met de belangrijkste infrastructuur en aangrenzende gemeenten.

## Demografie
Onderstaande figuur toont het verloop van het inwonertal.
Boufféré · La Guyonnière · Montaigu · Saint-Georges-de-Montaigu · Saint-Hilaire-de-Loulay